# The Shawshank Redemption
The Shawshank Redemption (bra: Um Sonho de Liberdade; prt: Os Condenados de Shawshank) é um filme norte-americano de drama lançado em 1994, escrito e dirigido por Frank Darabont, baseado na novela Rita Hayworth and Shawshank Redemption, de Stephen King. O longa é estrelado por Tim Robbins e Morgan Freeman, com Bob Gunton, William Sadler, Clancy Brown, Gil Bellows e James Whitmore em papéis coadjuvantes. Ele acompanha a história do banqueiro Andy Dufresne, que é sentenciado a prisão perpétua na Penitenciária Estadual de Shawshank pelo suposto assassinato de sua esposa e do amante dela. Pelas duas décadas seguintes, Andy faz amizade com o colega detento e contrabandista Ellis Boyd "Red" Redding e torna-se uma peça importante no esquema de lavagem de dinheiro realizado por Samuel Norton, o diretor de Shawshank.
Darabont comprou em 1987 os direitos cinematográficos da história de King, porém o desenvolvimento só foi começar cinco anos depois quando ele escreveu o roteiro durante um período de oito semanas. Ele conseguiu um orçamento de 25 milhões de dólares apenas duas semanas depois de ter submetido o roteiro para a Castle Rock Entertainment, com a produção de The Shawshank Redemption começando em janeiro de 1993. Apesar do filme se passar no Maine, as filmagens ocorreram quase que totalmente em Mansfield, Ohio, com o Reformatório Estadual de Ohio servindo de locação. A trilha sonora foi composta por Thomas Newman, que procurou criar músicas que não distraíssem muito o espectador das ações mostradas em cena.
The Shawshank Redemption foi bem recebido pela crítica, com elogios para a história e às interpretações de Robbins e Freeman. Entretanto, foi um fracasso de bilheteria, arrecadando dezesseis milhões de dólares em sua exibição original. Vários motivos já foram citados para explicar seu fracasso, incluindo competição de outros longas como Pulp Fiction e Forrest Gump, falta de popularidade de longas sobre prisões, falta de personagens femininas e até mesmo seu título, que foi considerado confuso e pouco memorável. Mesmo assim, The Shawshank Redemption foi indicado a diversos prêmios, incluindo sete Oscars, e recebeu um relançamento nos cinemas que, junto com arrecadações internacionais, elevaram a bilheteria total para 58,3 milhões de dólares.
Mais de 320 mil cópias em VHS foram enviadas para as locadoras dos Estados Unidos, com o filme tornando-se um dos mais alugados de 1995. Os direitos de transmissão na televisão foram adquiridos pela Turner Broadcasting System e ele foi exibido quase diariamente pela TNT em 1997, aumentando ainda mais sua popularidade. The Shawshank Redemption é hoje considerado como um dos melhores filmes da década de 1990. Ele ainda é transmitido na televisão regularmente e é popular em vários países, com o público e celebridades citando-o como inspiração e nomeando-o como favorito em diversas pesquisas. Além disso, foi selecionado em 2015 pela Biblioteca do Congresso para preservação no Registro Nacional de Filmes.

## Enredo
Em Portland (Maine), 1947, o banqueiro Andy Dufresne é condenado pelo assassinato de sua esposa e do amante dela, sendo sentenciado a duas prisões perpétuas a serem cumpridas na Penitenciária Estadual de Shawshank. Lá, ele fica amigo do contrabandista Ellis Boyd "Red" Redding, outro detento que também está servindo em prisão perpétua. "Red" adquire um pequeno martelo de geólogo e depois um pôster de Rita Hayworth a pedido de Andy. Este acaba sendo regularmente assediado e estuprado enquanto trabalha na lavanderia da prisão por uma gangue de detentos chamada de "As Irmãs" e seu líder Bogs Diamond.
Dois anos depois, Andy ouve Byron Hadley, o capitão dos guardas, reclamar sobre ser taxado por uma herança e se oferece para ajudá-lo a proteger o dinheiro legalmente. Hadley espanca Bogs depois de um ataque d'As Irmãs ter quase matado Andy. Bogs fica aleijado e é transferido para outra prisão, enquanto Andy nunca mais é importunado. Samuel Norton, o diretor da prisão, encontra-se com Andy e o transfere para a biblioteca a fim de auxiliar o idoso detento Brooks Hatlen. Seu novo trabalho é um pretexto para que comece a cuidar dos assuntos financeiros dos funcionários da penitenciária. O diretor passa com o decorrer do tempo a empregá-lo em tarefas pessoais para si e outras pessoas, incluindo guardas de outras prisões. Ao mesmo tempo, Andy passa a escrever cartas semanais para a assembleia estadual pedindo por dinheiro para reformar sua biblioteca.
Brooks é libertado em 1954 depois de servir por cinquenta anos, porém não consegue se ajustar à vida fora da prisão e comete suicídio. Andy recebe uma doação para a biblioteca que inclui uma gravação de Le nozze di Figaro. Ele toca um pedaço da ópera no sistema de alto-falante da prisão, sendo punido e mandando para a solitária. Andy explica depois de ser liberado da solitária que é esperança que o faz continuar toda vez, um conceito que "Red" rejeita. Norton começa em 1963 a explorar os prisioneiros para trabalhos públicos, ganhando lucros ao subcotar trabalho especializado e cobrar subornos. Andy passa a lavar o dinheiro do diretor usando a identidade falsa de "Randall Stephens".
Tommy Williams é preso por roubo em 1965. Andy e "Red" ficam amigos dele, com o primeiro ajudando-o a passar no ensino médio. Tommy revela um ano depois que um detento de outra prisão reivindicou responsabilidade pelos assassinatos que Andy foi condenado. Andy fala com Norton sobre essa informação, porém o diretor se recusa a ouvir e o manda de volta para a solitária depois da lavagem de dinheiro ter sido mencionada. Norton faz com que Hadley assassine Tommy sob o disfarce de uma tentativa de fuga. Andy se recusa a continuar a trabalhar para Norton, porém volta atrás depois deste ameaçar destruir a biblioteca, tirar a proteção que Andy tem com os guardas e transferi-lo para condições piores. Ele é liberado da solitária dois meses depois e conta para "Red" seu sonho de viver em Zihuatanejo, uma cidade na costa do México. "Red" acha que Andy não está sendo realista, porém promete que caso algum dia seja libertado, irá visitar um campo de trigo em Buxton para pegar um pacote que Andy deixará lá. "Red" passa a se preocupar pelo bem-estar do amigo, especialmente depois de descobrir que Andy pediu uma corda de quase dois metros para outro detento contrabandista.
Durante a contagem dos prisioneiros no dia seguinte, os guardas descobrem que a cela de Andy está vazia. Norton fica irado e joga uma pedra através do pôster de Raquel Welch pendurado na parede, revelando um túnel que Andy cavou na parede com o martelo de geólogo pelos últimos dezenove anos. Ele havia escapado na noite anterior pelo túnel e por um cano de esgoto, usando a corda para levar consigo os sapatos e terno de Norton, além do livro de contas contendo as evidências da lavagem de dinheiro. Enquanto os guardas realizam sua busca, Andy se faz passar por Randall Stephens e visita vários bancos para retirar o dinheiro lavado, em seguida envia o livro de contas para um jornal local como prova da corrupção em Shawshank. A polícia chega na penitenciária e prende Hadley, enquanto Norton comete suicídio antes de ser pego.
"Red" é libertado depois de ficar quarenta anos preso. Ele luta para se adaptar à vida de homem livre e teme que nunca conseguirá totalmente. Ele lembra de sua promessa feita a Andy e visita Buxton, encontrando uma pequena caixa com dinheiro e uma carta pedindo para que vá até Zihuatanejo. "Red" viola sua condicional e viaja até Fort Hancock, Texas, para cruzar a fronteira com o México, admitindo que finalmente sente esperança. Nas praias de Zihuatanejo, Andy e "Red" se reencontram.

## Elenco

Tim Robbins e Morgan Freeman como Andy Dufresne e Ellis "Red" Redding em The Shawshank Redemption

- Tim Robbins como Andy Dufresne:

Um banqueiro sentenciado a prisão perpétua pelo assassinato de sua esposa e do amante dela.
- Morgan Freeman como Ellis Boyd "Red" Redding:

Um detento contrabandista que fica amigo de Andy.
- Bob Gunton como Samuel Norton:

O religioso e severo diretor da penitenciária de Shawshank.
- William Sadler como Heywood:

Um membro da gangue de detentos amigos de "Red".
- Clancy Brown como Byron Hadley:

O brutal capitão dos guardas da prisão.
- Gil Bellows como Tommy Williams:

Um jovem detento condenado em 1965 por roubo.
- James Whitmore como Brooks Hatlen:

Um detento e bibliotecário idoso que está preso desde os anos 1900.
O elenco também inclui Mark Rolston como Bogs Diamond, líder da gangue de estupradores "As Irmãs"; Jeffrey DeMunn como o promotor da acusação no julgamento de Andy; Alfonso Freeman como um detento de Shawshank; Ned Bellamy e Don McManus como os guardas Youngblood e Wiley; e Dion Anderson como Haig. Além disso, Renee Blaine interpreta a esposa de Andy, enquanto Scott Mann faz o amante dela. Frank Medrano faz um dos novos detentos que é espancado até à morte por Hadley e Bill Bolender interpreta Elmo Blatch, um prisioneiro que pode ser o responsável pelos crimes que Andy foi acusado. James Kisicki interpreta um gerente de banco.

## Análise
The Shawshank Redemption já foi interpretado como sendo baseado no cristianismo místico. Andy é apresentado como uma figura messiânica, semelhante a Cristo, com "Red" descrevendo-o logo no começo da história como possuindo uma aura que o engloba e o protege de Shawshank. A cena em que Andy e vários de seus colegas detentos trabalham no teto da prisão foi vista como uma recriação da Última Ceia, com Andy obtendo cerveja/vinho para os doze detentos/discípulos enquanto "Red" os descreve como "senhores de toda criação", invocando a benção de Jesus. O diretor e roteirista Frank Darabont respondeu que isso não foi uma intenção deliberada, porém desejava que as pessoas encontrassem seus próprios significados no filme. A descoberta da gravação da ópera Le nozze di Figaro em determinado momento da narrativa é descrita no roteiro como semelhante à descoberta do Santo Graal, fazendo os prisioneiros congelarem em seus lugares e levando os doentes a se levantarem de suas camas.
Norton cita Jesus no começo do filme para se descrever, dizendo que "Eu sou a luz do mundo", assim se declarando como o salvador de Andy. Porém essa descrição também pode se referir a Lúcifer, o portador da luz. O diretor da prisão não impõe completamente o uso da lei, mas sim escolhe impor suas próprias leis e punições como bem acha, tornando-se ele mesmo a personificação da lei, assim como o comportamento do Diabo. O diretor também já foi comparado com Richard Nixon, ex-presidente dos Estados Unidos. Sua aparência e discursos públicos podem ser vistos como um espelho de Nixon. Similarmente, Norton projeta uma imagem de homem piedoso e justo, falando humildemente para as massas servis ao mesmo tempo que realiza esquemas de corrupção, assim como aqueles que trouxeram infâmia para Nixon.

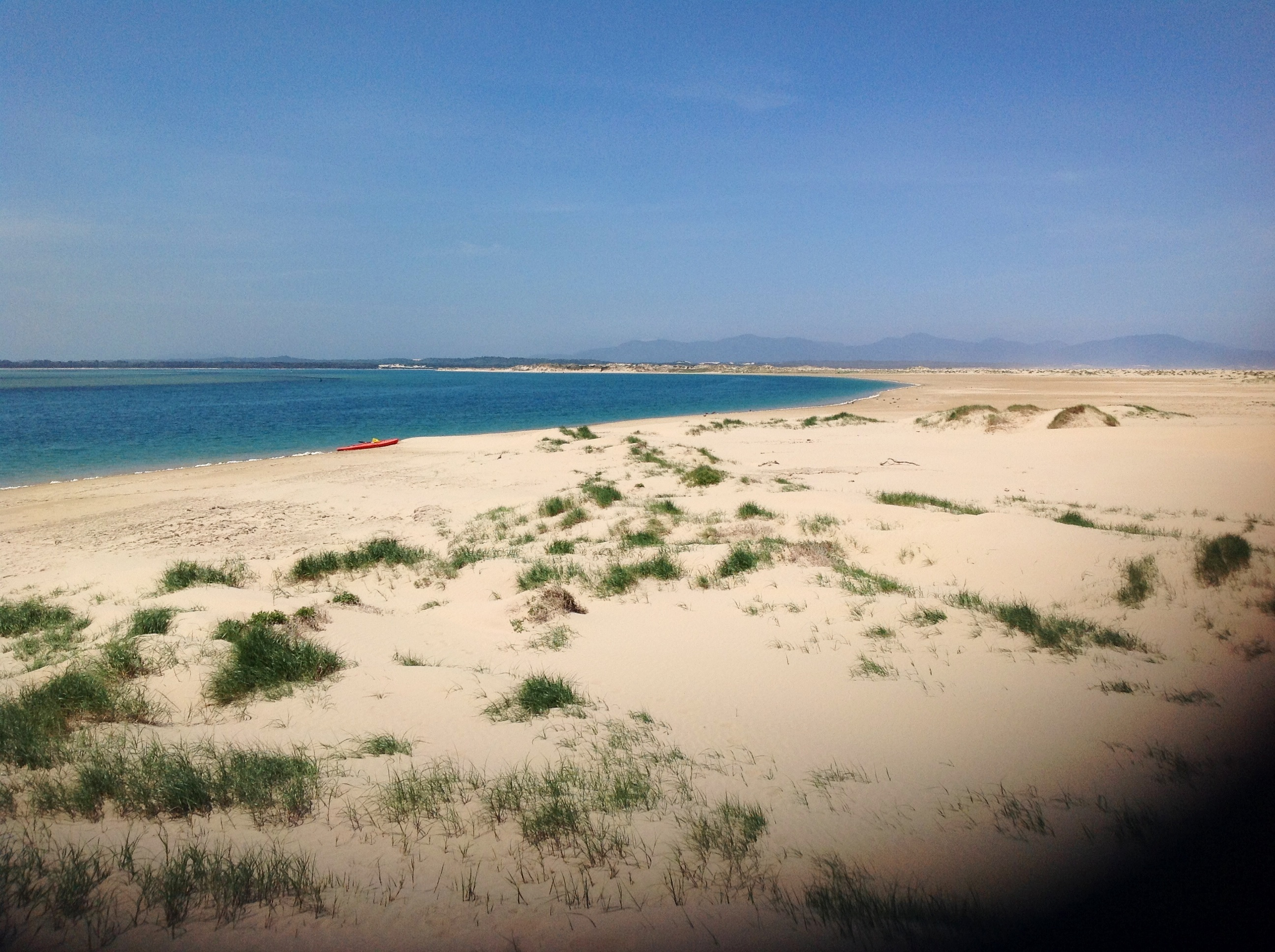
O reencontro de Andy e "Red" foi filmado no Refúgio Nacional de Vida Selvagem de Sandy Point em Saint Croix, Ilhas Virgens Americanas. A locação foi interpretada como uma forma de escape ou paraíso.

Zihuatanejo foi interpretada como uma analogia para o céu ou paraíso. Andy a descreve como um local sem memória, oferecendo absolvição de seus pecados ao se esquecer deles e permitir que eles sejam varridos completamente pelo Oceano Pacífico, cujo nome significa "paz". A possibilidade de se escapar para Zihuatanejo só é levantada depois de Andy finalmente admitir culpa pelo assassinato da esposa. De forma semelhante, a liberdade de "Red" só é conquistada depois dele aceitar que não pode se salvar ou reconciliar seus pecados. Freeman descreveu a história de "Red" como uma de salvação, já que o personagem não é inocente de seus crimes, diferentemente de Andy que encontra redenção. Alguns espectadores cristãos interpretam Zihuatanejo como o paraíso, enquanto o local também pode ser visto como a forma nietzschiana de falta de culpa alcançada fora das noções tradicionais de bem e mal, onde a amnésia oferecida é a destruição em vez do perdão do pecado, significando que o objetivo de Andy é tanto secular quanto ateísta. Assim como Andy pode ser interpretado como uma figura semelhante a Cristo, ele também pode ser considerado um profeta como Zaratustra oferecendo fuga por meio da educação e experiência de liberdade. O crítico Roger Ebert argumentou que The Shawshank Redemption é uma alegoria sobre manter um sentimento de auto-estima quando colocado em uma posição desesperançosa. A integridade de Andy é um tema importante na narrativa, especialmente na prisão, local onde falta integridade.
Robbins acredita que o conceito de Zihuatanejo ressoa tão bem com o público porque representa uma forma de fuga que pode ser alcançada depois de sobreviver por muitos anos dentro de qualquer espécie de "prisão" que alguém pode se encontrar, desde um relacionamento ruim, um emprego ou até mesmo um ambiente. O ator também afirmou que é importante que um lugar como esse exista. O filósofo Jean-Paul Sartre descreveu a liberdade como um projeto contínuo e em andamento que necessita de atenção e persistência constantes, sem os quais uma pessoa começa a ser definida por outros ou por instituições ao seu redor, espelhando a crença de "Red" que detentos ficam dependentes da prisão para definirem suas vidas. Andy demonstra resiliência através da rebelião, tocando música no alto-falante da prisão e recusando-se a continuar o esquema de lavagem de dinheiro.
Muitos elementos podem ser considerados homenagens ao poder do cinema. Os detentos assistem ao filme Gilda no cinema da prisão, porém esta cena originalmente teria The Lost Weekend sendo exibido. A permutabilidade dos longas usados no cinema da prisão sugere que a chave da cena é a experiência cinematográfica e não o sujeito, permitindo que os homens escapem da realidade de sua situação. Andy é atacado pelas Irmãs na sala do projetor imediatamente depois desta cena e utiliza um rolo de filme para se defender. No final da narrativa, Andy passa por um buraco em sua sala que é escondido por um pôster de cinema a fim de escapar tanto de sua cela quanto de Shawshank.
A relação de Andy e "Red" já foi descrita como uma história de amor não-sexual entre dois homens, uma que poucos outros filmes oferecem, onde a amizade dos dois não é construída ao se realizar um assalto, perseguição de carro ou desenvolver uma relação com mulheres. O filósofo Alexander Hooke argumentou que a verdadeira liberdade dos dois personagens é sua amizade, sendo capazes de compartilhar alegria e humor um com o outro.

## Produção

### Desenvolvimento

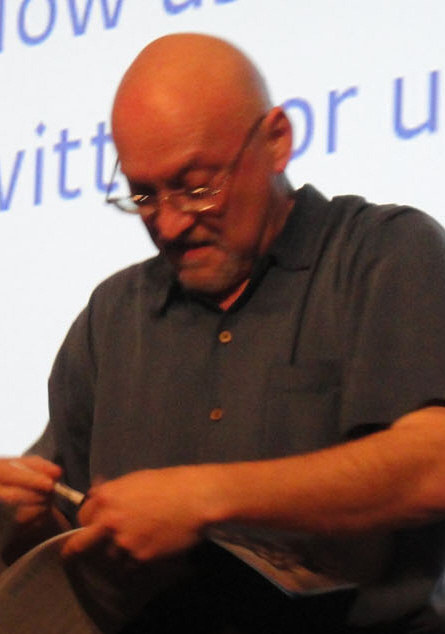
O diretor e roteirista Frank Darabont comprou os direitos de The Shawshank Redemption em 1987

O diretor e roteirista Frank Darabont colaborou com o autor Stephen King pela primeira vez em 1983 no curta-metragem adaptação do conto "The Woman in the Room", comprando os direitos do autor pelo valor de apenas um dólar – um acordo em que King ajudava aspirantes a diretores a construírem seus portfólios ao adaptarem algum de seus contos. A Nightmare on Elm Street 3: Dream Warriors de 1987 foi o primeiro crédito de Darabont como roteirista, com ele voltando para King com cinco mil dólares a fim de comprar os direitos de adaptação de Rita Hayworth and Shawshank Redemption, uma novela de 96 páginas publicada na coleção Different Seasons de 1982, originalmente escrita para explorar outros gêneros além do terror que o autor era comumente conhecido. Apesar de King não compreender como a história, focada principalmente em "Red" contemplando Andy, poderia se tornar um longa-metragem, Darabont por sua vez acreditava que a abordagem era "óbvia". O autor nunca descontou o cheque de cinco mil dólares que recebeu pelos direitos da novela; King em vez disso enquadrou o cheque e o devolveu para Darabont junto com um bilhete que dizia: "Caso você algum dia precise de dinheiro de fiança. Com amor, Steve".
Darabont escreveu o roteiro cinco anos depois no decorrer de oito semanas. Ele expandiu vários elementos da história de King. Brooks, que na novela é um personagem apenas mencionado como tendo morrido em um asilo, tornou-se um personagem trágico que acaba se suicidando. Tommy, que no livro troca a evidência que exonera Andy pela transferência para uma prisão melhor, é assassinado no roteiro por ordens de Norton, que é um composto de vários diretores na história de King. O roteirista optou por criar um único personagem diretor com o objetivo de fazê-lo o principal antagonista. Dentre suas inspirações, Darabont citou os trabalhos do diretor Frank Capra, incluindo Mr. Smith Goes to Washington e It's a Wonderful Life, descrevendo-os como contos inacreditáveis e comentando que The Shawshank Redemption era mais conto inacreditável que filme de prisão. Ele também citou Goodfellas como inspiração para o uso de diálogo na ilustração das passagens de tempo do roteiro.
Filmes que envolviam prisões não eram considerados prováveis sucessos de bilheteria na época, porém o roteiro da Darabont foi lido por Liz Glotzer, então produtora da Castle Rock Entertainment, cujo interesse em histórias prisões e reação ao ler o roteiro fizeram ela ameaçar se demitir caso o estúdio não produzisse The Shawshank Redemption. Rob Reiner, co-fundador e diretor executivo da Castle Rock, também gostou do roteiro. Ele ofereceu entre 2,4 e 3 milhões de dólares a Darabont para que lhe permitisse dirigir a história. Reiner tinha antes adaptado a novela The Body em 1986 como o filme Stand by Me e planejava escalar Tom Cruise como Andy e Harrison Ford como "Red".
A Castle Rock se ofereceu para financiar qualquer outro filme que Darabont quisesse desenvolver. Ele considerou seriamente a oferta, acreditando que isto melhoraria sua posição na indústria e que o estúdio poderia tê-lo demitido contratualmente e dado a direção para Reiner de qualquer maneira. Entretanto, Darabont acabou escolhendo permanecer como diretor, afirmando anos depois que "você pode continuar a adiar seus sonhos em troca de dinheiro e, sabe, morrer sem ter feito a coisa que você queria fazer". Reiner serviu como o mentor de Darabont no projeto. Duas semanas depois de ter ido para a Castle Rock, ele conseguiu um orçamento de 25 milhões de dólares para fazer The Shawshank Redemption (pegando 750 mil dólares de salário como roteirista e diretor, mais uma porcentagem dos lucros), com a pré-produção começando em janeiro de 1993.

### Seleção de elenco
Morgan Freeman foi escalado para The Shawshank Redemption por sugestão da produtora executiva Liz Glotzer, que ignorou a descrição original do personagem na novela como um irlandês branco apelidado de "Red". O próprio personagem faz referência a essa escolha quando é perguntado por Andy sobre a origem de seu apelido, respondendo "Talvez porque eu seja irlandês". Freeman optou por não realizar pesquisas para participar do filme, dizendo que "fazer o papel de alguém que está encarcerado não exige qualquer conhecimento sobre encarceramento ... porque os homens não mudam. Uma vez que você está na situação, você cruza qualquer linha que você precisa cruzar".
Darabont inicialmente procurou seus atores favoritos, como Gene Hackman e Robert Duvall, para o papel de Andy Dufresne, porém eles não estavam disponíveis; Clint Eastwood e Paul Newman também foram considerados. O papel foi oferecido a Tom Cruise, Tom Hanks e Kevin Costner, porém eles rejeitaram – Hanks por estar comprometido com Forrest Gump e Costner porque iria estrelar Waterworld. Johnny Depp, Nicolas Cage e Charlie Sheen também foram considerados em diferentes estágios. Cruise participou de leituras do roteiro, porém recusou-se a trabalhar para um diretor inexperiente. Darabont afirmou que escolheu Tim Robbins depois de assisti-lo no filme de terror psicológico Jacob's Ladder de 1990. Robbins insistiu que Darabont escolhesse o experiente Roger Deakins como seu diretor de fotografia, com quem o ator tinha trabalhado em The Hudsucker Proxy. Para se preparar, Robbins observou animais enjaulados em zoológicos, passou uma tarde em confinamento solitário, conversou com prisioneiros e guardas e deixou que seus pés e mãos ficassem amarrados por algumas horas.
Brad Pitt foi originalmente escolhido para interpretar Tommy, porém saiu depois de seu sucesso em Thelma & Louise, com o papel ficando com o estreante Gil Bellows. James Gandolfini recusou a oportunidade de fazer o estuprador Bogs. Bob Gunton estava filmando Demolition Man quando fez teste para o papel de Norton. Darabont e a produtora Niki Marvin fizeram com que o ator gravasse um teste durante um dia de folga de Demolition Man com o objetivo de convencerem o estúdio que ele era a pessoa certa. Gunton recebeu uma peruca feita especialmente para ele por ter raspado seu cabelo para Demolition Man. O ator queria interpretar Norton com cabelo já que assim ele poderia ser pintado de grisalho a fim de representar em tela a passagem do tempo à medida que o filme progredia. Gunton fez seu teste junto com Robbins, tendo sido filmado por Deakins. O ator usou a peruca durante as primeiras cenas do filme enquanto seu cabelo crescia de novo. Gunton comentou que Darabont e Marvin perceberam que ele compreendia o personagem, algo que contou a seu favor, além de que sua altura era próxima da de Robbins, o que deixaria crível Andy usando o terno de Norton no final da história.
Clancy Brown interpretou Byron Hadley, o chefe dos guardas, recebendo a oportunidade através do escritório de produção do filme de conversar com ex-guardas de prisões, porém ele recusou a oportunidade por achar que não seria uma boa ideia dizer que seu personagem brutal era baseado em algum oficial real do sistema penal de Ohio. William Sadler fez o papel de Heywood, dizendo que Darabont tinha lha falado em 1989 nas gravações da série Tales from the Crypt sobre uma adaptação que estava planejando realizar. Alfonso Freeman, filho de Morgan Freeman, fez uma ponta como o jovem "Red" nas fotos de prisioneiro do personagem, também aparecendo rapidamente como um dos prisioneiros de Shawshank. Dentre os figurantes usados no longa estavam o ex-diretor e ex-detentos do Reformatório de Ohio, além de guardas reais da nova penitenciária construída ao lado. O título original da novela atraiu várias pessoas interessadas em fazer o papel inexistente de Rita Hayworth, incluindo um travesti.

### Filmagens
As filmagens principais ocorreram no decorrer de um período de três meses entre Junho e Agosto de 1993 com um orçamento de 25 milhões de dólares. As filmagens regularmente exigiam até dezoito horas de trabalho, seis dias por semana. Freeman descreveu as filmagens como tensas, dizendo que "Na maior parte do tempo, a tensão estava entre elenco e diretor. Eu me lembro de ter tido um momento ruim com o diretor, tive alguns desses". O ator se referiu ao costume de Darabont de exigir várias tomadas de cenas que Freeman considerava que não tinham nenhuma diferença discernível. Por exemplo, a cena em que Andy fala a primeira vez com "Red" sobre obter o martelo de geólogo demorou nove horas para ser filmada, e Freeman teve de passar o tempo todo arremessando uma bola de beisebol para outro detento. A demora e o número de tomadas fez com que o ator aparecesse para trabalhar no dia seguinte com seu braço em uma tipoia. Freeman em certas ocasiões simplesmente recusou-se a fazer mais tomadas. Robbins por sua vez afirmou que os dias eram difíceis. Darabont achou que fazer o filme lhe ensinou muitas coisas: "Um diretor realmente precisa ter um barômetro interno para medir o que determinado ator precisa". Ele achou que suas dificuldades mais frequentes eram com Deakins. O diretor era a favor de planos mais cênicos, enquanto o diretor de fotografia achava que não mostrar o lado de fora da prisão aumentava a sensação de claustrofobia, significando que um amplo plano cênico teria mais impacto quando utilizado.

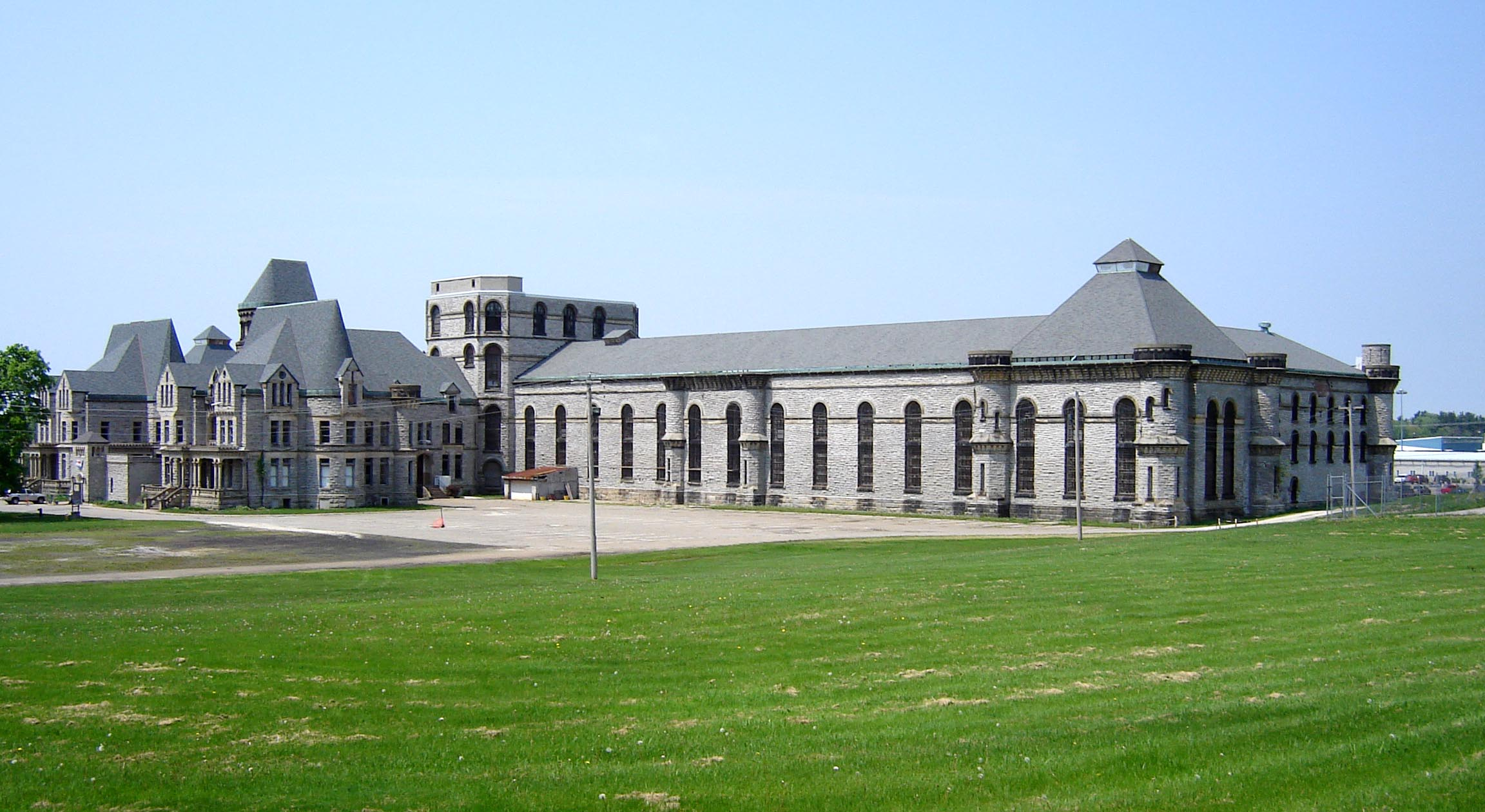
O Reformatório Estadual de Ohio em Mansfield foi usado como locação para representar a Penitenciária de Shawshank

Marvin passou cinco meses viajando pelos Estados Unidos e Canadá à procura de uma alguma prisão que tivesse uma estética atemporal e estivesse abandonada, esperando assim evitar a complexidade de filmar as imagens necessárias, quatro horas por dia, em uma prisão em funcionamento com as dificuldades de segurança que isso acarretaria. A produtora acabou escolhendo o Reformatório Estadual de Ohio na cidade de Mansfield, Ohio, para servir de locação principal para a ficcional Penitenciária Estadual de Shawshank no Maine, destacando seus edifícios de pedras e tijolos gótico. A prisão tinha sido fechada em dezembro de 1990 depois de quase um século em funcionamento devido a condições inumanas.
O reformatório tinha 16 hectares de área e possuía sua própria usina de energia e fazenda, que foram parcialmente demolidas pouco depois das filmagens terem sido finalizadas, deixando apenas o prédio principal da administração e dois blocos de celas. Várias das cenas internas de instalações especiais de prisão, como salas de admissão e o escritório do diretor, foram filmadas no próprio reformatório. O interior da pensão em que Brooks e "Red" se hospedam ficava no prédio da administração; imagens externas da pensão foram feitas em outro lugar. Cenas internas dos blocos de celas foram realizadas em um estúdio construído dentro de uma antiga fábrica da Westinghouse Electric Corporation. Darabont queria que as celas dos detentos ficassem de frente umas paras as outras, assim todas as cenas que se passam no bloco de celas foram filmadas em um cenário especial construído na Westinghouse, com a exceção da cena em que Elmo Blatch assume autoria dos crimes pelos quais Andy foi condenado. Esta foi feita em uma das celas reais mais isoladas do reformatório. Cenas também foram filmadas em Mansfield e na vizinha Ashland. O carvalho sob o qual Andy enterra sua carta para Red ficava localizado perto da vila de Lucas; a árvore foi destruída por ventos fortes em 2016.
A cena em que Andy e "Red" se reencontram na praia de Zihuatanejo no México foi filmada em Saint Croix, Ilhas Virgens Americanas. A praia ficava no Refúgio Nacional de Vida Selvagem de Sandy Point, uma área protegida para as tartarugas-de-couro. Cenas filmadas em Upper Sandusky incluem a marcenaria da prisão em que "Red" e seus colegas ouvem Le nozze di Figaro (essa marcenaria é hoje chamada de Shawshank Woodshop), além da cena de abertura no tribunal que foi feita no Tribunal do Condado de Wyandot. Outras locações incluem o Chalé Pugh no Parque Estadual da Fazenda Malabar, onde Andy fica no carro enquanto sua esposa tem um caso lá dentro, o vilarejo de Butler que serviu como Buxton, Maine, e o Edifício Bissman em Mansfield, que foi a locação externa da pensão em que Brooks e "Red" ficam após serem libertados.
O filme mostra Andy escapando da prisão através de um cano de esgoto descrito como um "rio de merda", porém Robbins na verdade rastejou por uma mistura de água, calda de chocolate e serragem. Segundo o diretor de arte Terence Marsh, o córrego em que o ator emerge foi na verdade certificado como sendo tóxico por um químico presente no local. Sobre a cena, Robbins falou que "quando você está fazendo um filme, você quer ser um bom soldado – você não quer ser aquele que fica no meio do caminho. Então você fará coisas como um ator que são prejudiciais para sua saúde física e segurança". Para a cena em que Andy toca Le nozze de Figaro pelo alto-falante da prisão, foi Robbins quem sugeriu que o personagem deveria aumentar o volume da música em vez de desligá-la. Na versão final do longa os detentos assistem Rita Hayworth em Gilda, porém a cena originalmente teria The Lost Weekend, um filme sobre os perigos do álcool. Já que teria sido muito caro conseguir as imagens da Paramount Pictures, Marvin foi falar com a Columbia Pictures, a distribuidora de The Shawshank Redemption, que ofereceu uma lista de títulos baratos, que incluía Gilda.

### Pós-produção
O corte final de cinema de The Shawshank Redemption tinha 142 minutos de duração,[carece de fontes?] sendo dedicado a Allen Greene, antigo agente de Darabont que morreu durante as filmagens. O primeiro corte do longa tinha quase duas horas e meia de duração, algo que Glotzer considerou "longo", com várias cenas sendo cortadas, incluindo uma sequência maior de "Red" se ajustando à vida depois de ser libertado; o diretor comentou que o público começou a ficar impaciente em exibições testes com a cena porque já estavam se convencendo que "Red" não conseguiria viver. Outra cena cortada mostrava um dos guardas da prisão investigando o túnel que Andy usou para escapar; foi achado que esta diminuía o ritmo da ação. O filme originalmente tinha uma abertura fria que mostrava Andy cometendo o crime, seguido por seu julgamento sob os créditos iniciais, porém essas cenas foram reeditadas a fim de criar uma abertura mais "pungente". Uma das cenas roteirizadas, que Darabont afirmou que era seu melhor trabalho, não foi filmada por causa do cronograma de filmagem. Na cena, "Red" estaria sonhando e seria sugado para dentro do pôster de Rita Hayworth e encontraria-se sozinho e insignificante em uma praia do Pacífico, dizendo "Estou aterrorizado, não há caminho para casa". Darabont disse que se arrependia de não ter conseguido filmar a cena.
A intenção original da Darabont era que o filme terminasse com "Red" no ônibus indo para a fronteira com o México, deixando seu destino ambíguo. Glotzer insistiu pela inclusão da cena em que "Red" e Andy se reencontram em Zihuatanejo. Ela disse que o diretor achava isto um final "comercial e viçoso", porém a produtora executiva queria que o público os visse juntos. A Castle Rock concordou em financiar as filmagens sem a exigência que fossem incluídas, garantindo a Darabont a decisão final. A cena originalmente teria uma reunião mais longa em que os personagens repetiriam o diálogo de seu primeiro encontro, porém o diretor achou que isso era muito "que bonitinho nós somos fofos" e cortou. A reunião na praia foi a cena favorita dos públicos teste; Robbins e Freeman acharam que ela dava um fechamento necessário. Darabont concordou em incluí-la depois de ver as reações dos públicos teste, afirmando que "Acho que é um lugar mágico e inspirador para nossos personagens chegarem no final de sua longa saga..."

### Música

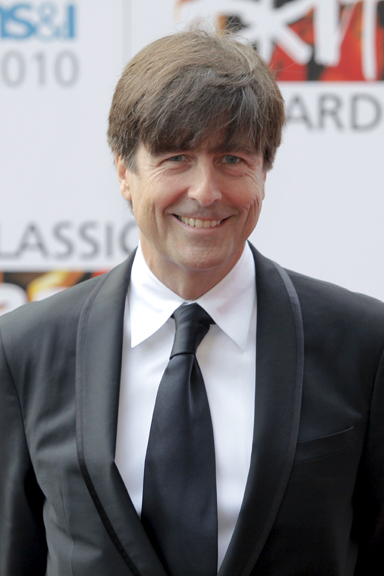
O compositor Thomas Newman procurou compor uma trilha que não distraísse muito o espectador

A trilha sonora de The Shawshank Redemption foi composta por Thomas Newman. O compositor achou que o filme já provocava emoções fortes no público sem a necessidade de música, assim achou difícil criar composições que elevassem as cenas sem distrair os espectadores da ação. A peça "Shawshank Redemption" toca durante a fuga de Andy da prisão e originalmente era formada por um tema de três notas, porém Darabont achou que ela tinha um "floreio triunfal" excessivo e pediu que fosse diminuída para um tema de uma nota só. "So Was Red" toca após "Red" ser libertado de Shawshank e até sua descoberta do pacote enterrado por Andy, tornando-se uma das peças favoritas de Newman. A faixa originalmente foi escrita para um solo de oboé, mas o compositor relutantemente concordou em adicionar uma gaita, fazendo referência à gaita que "Red" recebe de presente de Andy com o objetivo de continuar a mensagem de esperança. A gaita foi gravada por Tommy Morgan, com o diretor comentando que Morgan "fez casualmente algo perfeito na primeira tomada" e esta gravação é a que foi usada na trilha sonora.
A trilha consiste em sua maior parte de piano sutil, com cordas em tremolo para os momentos de mais ação ou humor da história. Os principais temas aparecem em apenas duas ou três ocasiões. O tema da prisão é ouvido pela primeira vez no começo, sendo quatro notas em ascensão no baixo e violoncelo, que é desenvolvido até alcançar seu clímax quando Andy ergue os braços para a chuva no córrego. O segundo tema representa a liberdade e é ouvido pela primeira vez quando os detentos bebem cerveja no alto da prisão, sentindo-se como "homens livres". Este tema só reaparece nos créditos finais. A trilha de Newman foi tão bem-sucedida que trechos já foram usados em diversos trailers para outros filmes nos anos posteriores, com o compositor Hans Zimmer afirmando que a música de The Shawshank Redemption foi a que "mais me influenciou".
Um álbum comercial com a trilha sonora de The Shawshank Redemption foi lançado na época da estreia do filme pela Epic Records, contendo 53 minutos de seleções das composições de Newman mais algumas músicas diegéticas como a gravação de Le nozze di Figaro usada dentro da história. A La-La Land Records lançou em 2016 uma edição especial da trilha em dois CDs que continha a música completa do filme, faixas extras e alternativas e músicas diegéticas. Além disso, essa edição vinha com um folheto especial com informações sobre a trilha e análise das faixas.

## Lançamento

### Bilheteria
O filme foi exibido a um público teste pouco antes de seu lançamento teatral. Esta exibição foi descrita como tendo corrido extremamente bem, com Glotzer afirmando que estava entre os melhores que ela já tinha visto. Foi decidido omitir o máximo possível o nome de Stephen King de qualquer material de divulgação, já que o estúdio queria atrair um "público mais prestigiado" que poderia rejeitar o longa se soubesse que era uma adaptação de um autor mais conhecido por suas obras pulp como The Shining e Cujo.
The Shawshank Redemption teve pré-estreias no começo de setembro no Renaissance Theatre em Mansfield e no Festival Internacional de Cinema de Toronto, sendo lançado comercialmente na América do Norte de forma limitada em 23 de setembro de 1994. Ele arrecadou 727 mil dólares em seu fim de semana de abertura a partir de 33 cinemas, uma média de 22 040 dólares por cinema. Darabont e Glotzer visitaram diferentes salas na noite de estreia para verem o público assistindo seu filme, parando no Cinerama Dome e descobrindo uma seção vazia. Glotzer afirmou que eles venderam dois ingressos fora do cinema e prometeram que se os compradores não gostassem do filme, poderiam pedir um reembolso para a Castle Rock. Apesar de elogios da crítica, a produtora executiva achou que uma resenha não muito positiva do Los Angeles Times afastou o público. Um lançamento geral ocorreu em 14 de outubro em 944 cinemas e arrecadando 2,4 milhões de dólares, terminando como a 9.ª maior bilheteria do fim de semana, logo atrás da comédia Exit to Eden e na frente do drama histórico Quiz Show, que estava em sua quinta semana. The Shawshank Redemption encerrou sua exibição teatral inicial no final de novembro, após dez semanas, tendo arrecadado aproximadamente dezesseis milhões de dólares. Foi considerado um fracasso de bilheteria, não conseguindo recuperar seu orçamento de 25 milhões, sem incluir os custos de divulgação e a parcela reservada aos exibidores.
O longa enfrentou competição na época vinda de outros filmes tematicamente similares, como Pulp Fiction, que estreou em 14 de outubro depois de ter ganho a Palma de Ouro, e Forrest Gump, que estava no meio de sua bem-sucedida exibição teatral de 42 semanas de duração. Estes dois filmes tornaram-se fenômenos culturais. Uma preferência do público por filmes de ação estrelados por atores como Bruce Willis e Arnold Schwarzenegger também foi considerado um fator que prejudicou The Shawshank Redemption. Freeman culpou o título, dizendo que não era memorável, enquanto Robbins lembra de ter ouvido alguém perguntar "O que era aquele negócio, Shinkshonk Reduction?" Vários títulos alternativos tinham sido sugeridos antes do lançamento devido a preocupações que o longa não tinha um nome muito comerciável. A bilheteria baixa também já foi culpada pela falta de personagens femininas que poderiam aumentar o apelo geral do filme, além da impopularidade de história de prisão no cinema.
The Shawshank Redemption foi relançado nos cinemas entre fevereiro e março de 1995 depois de ser indicado a vários Oscars no começo do ano. No total, ao final de seus dois períodos de exibição, arrecadou 28,3 milhões de dólares na América do Norte e mais trinta milhões internacionalmente, ficando com uma bilheteria final de aproximadamente 58,3 milhões de dólares. Foi o 51º longa de maior arrecadação em 1994 nos Estados Unidos e o 21º dentre os de classificação indicativa de dezesseis anos.

### Pós-cinema
A Warner Home Video enviou 320 mil cópias do filme em VHS para aluguel por todo os Estados Unidos apesar de seu desempenho ruim nas bilheterias, algo que na época foi considerado uma decisão de negócios arriscada por analistas. Recomendações positivas e especadores assistindo o longa mais de uma vez, além de ser bem recebido tanto por públicos masculinos quanto por femininos, foram depois considerados essenciais para seu sucesso posterior em aluguel.
A Turner Broadcasting System havia comprado a Castle Rock em 1993, algo que permitiu que a TNT, sua emissora de televisão, obtivesse os direitos de exibição do filme na TV a cabo. Glotzer comentou que a TNT podia exibir The Shawshank Redemption a um custo baixo, mas ainda assim cobrar espaços publicitários altos, por causa de seus baixos números de bilheteria. O longa começou a ser transmitido no canal a partir de junho de 1997. Foi o primeiro filme do Saturday Night New Classics da TNT, passando a ser exibido quase diariamente. As transmissões começaram a atrair números enormes de audiência, com suas repetidas exibições sendo consideradas posteriormente como essenciais em transformar The Shawshank Redemption em um fenômeno cultural, mesmo com o fracasso comercial. Darabont achou que um grande ponto de virada foram as indicações ao Oscar, comentando "ninguém tinha ouvido falar do filme, e eles estavam mencionando esse filme sete vezes na transmissão do Oscar daquele ano". Os direitos do longa passaram para a Warner Bros. em 1996, logo depois da fusão de sua dona a Time Warner com a Turner Broadcasting System.
The Shawshank Redemption já tinha sido exibido em quinze canais a cabo até por volta de 2013, neste mesmo ano tendo ocupado 151 horas de tempo de transmissão, rivalizando com Scarface e ficando atrás apenas de Mrs. Doubtfire. Ficou dentro dos quinze por cento de filmes entre adultos de idade de dezoito a 49 anos nos canais Spike, Up, Sundance TV e Lifetime. Foi o longa mais assistido no canal feminino Oprah Winfrey Network, mesmo com seu elenco totalmente masculino. Foi estimado em 2014 a partir dos valores que os estúdios costumam ganhar de bilheteria, vendas de home video e licenciamento para a televisão que The Shawshank Redemption arrecadou cem milhões de dólares. Jeff Baker, então vice-presidente executivo e gerente-geral da Warner Bros. Home Entertainment, afirmou que as vendas de home video tinham gerado oitenta milhões de dólares. Apesar da Warner Bros. não comentar seus ganhos em licenciamento de suas propriedades, antigos e atuais executivos afirmaram em 2014 que o longa era um dos itens mais valiosos da biblioteca do estúdio. Gunton comentou no mesmo ano que em 2004, por volta da época do décimo aniversário de estreia, ainda estava recebendo pagamentos residuais de seis dígitos e que ainda estava conseguindo uma "renda substancial" por causa deles, algo extremamente incomum tantos anos depois do lançamento.

## Recepção

### Crítica
The Shawshank Redemption foi bem recebido pela crítica especializada quando foi originalmente lançado nos cinemas. Alguns críticos o compararam com outros dramas sobre prisões bem recebidos, incluindo Birdman of Alcatraz, One Flew Over the Cuckoo's Nest, Cool Hand Luke e Riot in Cell Block 11. Gene Siskel disse que The Shawshank Redemption, assim como One Flew Over the Cuckoo's Nest, é um drama inspirador sobre superar uma autoridade dominadora.
Owen Gleiberman da Entertainment Weekly afirmou que Freeman fazia o personagem de "Red" parecer genuíno e "vivido".
Janet Maslin do The New York Times disse que Freeman estava muito impressionante, porém lamentou que o papel de "Red" na história era limitado, ficando restrito a observar Andy. Ela mesmo assim considerou que a performance sobressaída do ator fez o personagem ser uma figura muito mais forte que um simples observador. Maslin também comentou que a interpretação era especialmente comovente ao descrever como "Red" ficou dependente da vida dentro das paredes da prisão. Leonard Klady da Variety sugeriu que Freeman ficou com o papel "chamativo", o que lhe permitia "uma graça e dignidade que vem naturalmente", sem nunca tornar-se banal, enquanto Desson Howe do The Washington Post elogiou o ator como um "mestre" da cadência cômica e pungente. Até mesmo Kenneth Turan do Los Angeles Times, quem Glotzer culpou por ter arruinado o sucesso comercial do filme, elogiou Freeman, escrevendo que sua "fácil presença em cena dá a Shawshank a coisa mais próxima de credibilidade que se pode conseguir".
Sobre a interpretação de Robbins, Gleiberman disse que em seu "papel mocinho lacônico neo-Gary Cooper, [Robbins] é incapaz de fazer Andy se conectar com o público". Por outro lado, Maslin achou que Andy era o papel mais sutil, mas que o ator mesmo assim o interpretou com intensidade, representando eficientemente o personagem enquanto faz a transição de prisioneiro novato para figura paterna. Klady afirmou que sua performance "fascinante, quieta ... precisa, honesta e homogênea" ancorava o filme. Howe sentiu que apesar de Andy ser "descaradamente messiânico" por facilmente encantar todos ao seu redor, comparando-o com "Forrest Gump vai para a prisão", Robbins exala o tipo perfeito de inocência para vender a história". O The Hollywood Reporter comentou que Robbins e Freeman deram interpretações excepcionais e profundas que imbuíram seus personagens com individualidade, já Peter Travers da Rolling Stone comentou que a dupla havia criado algo "inegavelmente poderoso e comovente". Gunton e Brown foram citados como vilões "extremamente críveis", porém Howe considerou Norton um clichê que enaltece virtudes religiosas enquanto ordena o assassinato de pessoas.
Maslin achou que The Shawshank Redemption era uma estreia na direção impressionante para Darabont, uma que conta uma história gentil com um nível surpreendente de cuidado. Klady afirmou que as únicas falhas vinham quando o diretor focava-se muito nos personagens coadjuvantes ou embelezava de mais uma história secundária. O The Hollywood Reporter escreveu que tanto a direção quanto o roteiro era afiados, ao mesmo tempo criticando a longa duração do filme. Klady achou que a duração e o tom, que era temperado com humor e eventos inesperados, iriam prejudicar o apelo geral com o público, mas que a história oferecia um retrato fascinante sobre as humanidades inatas dos detentos. Gleiberman não gostou do fato dos crimes dos prisioneiros terem sido ignorados para que assim fossem retratados mais como mocinhos. Turan não gostou do que enxergou como cenas de extrema violência e estupro, fazendo com que a maioria dos prisioneiros parecesse um "bando de caras inchados e de coração mole" que faziam a experiência da prisão ter um "brilho rosado". Klady resumiu o longa como um "entretenimento estimável e assombroso", comparando-o com um diamante bruto com pequenas falhas. Howe o criticou por desviar-se com muitos subenredos, também não gostando da história ter terminado com o reencontro de Andy e "Red" em vez de ter se encerrado em mistério. Roger Ebert do Chicago Sun-Times comentou que a história funcionava porque não era sobre Andy como herói, mas sim como "Red" o enxerga.
A direção de fotografia de Deakins foi bem elogiada, com o The Hollywood Reporter dizendo que era "agourenta" e "bem feita", enquanto Travers escreveu que "as agonias do dia-a-dia da vida na prisão são expostas meticulosamente ... você quase consegue sentir a frustração e raiva infiltrando-se na pele dos detentos". Gleiberman elogiou as escolhas de cenários, comentando que as "imagens musgo-escuras e saturadas possuem uma sensualidade redolente" que faziam o filme parecer muito realista. O The Hollywood Reporter falou que a trilha sonora de Newman "em seus melhores momentos, chega com texturas radiantes e notas jovialmente graciosas, agradavelmente emblemáticas do tema central do filme", já Klady a descreveu como "o equilíbrio certo entre sombria e absurda".

### Prêmios
The Shawshank Redemption foi indicado a sete Oscars na cerimônia do Oscar 1995, um recorde para uma adaptação de Stephen King: Melhor Filme para Marvin, Melhor Roteiro Adaptado para Darabont, Melhor Ator para Freeman, Melhor Fotografia para Deakins, Melhor Edição para Richard Francis-Bruce, Melhor Trilha Sonora Original para Newman e Melhor Som para Robert J. Litt, Elliot Tyson, Michael Herbick e Willie D. Burton. Entretanto, não venceu em nenhuma categoria. Ele também recebeu duas indicações aos Prêmios Globo de Ouro nas categorias de Melhor Interpretação de Ator em um Filme – Drama para Freeman e Melhor Roteiro para Darabont.
Robbins e Freeman foram ambos indicados para Melhor Interpretação por um Ator em Papel Principal na primeira cerimônia dos Prêmios do Sindicato dos Atores em 1995. Darabont foi indicado ao Prêmio do Sindicato dos Diretores da América na categoria de Melhor Diretor em Longa-Metragem, e também ao Prêmio do Sindicato dos Roteiristas da América em Melhor Roteiro Adaptado. Deakins venceu o prêmio da Sociedade Americana dos Cinematógrafos na categoria de Melhor Realização em Cinematografia em Cinema, enquanto Marvin foi indicada ao Prêmio Louro de Ouro do Sindicato dos Produtores da América.

## Legado

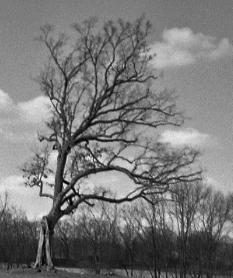
A árvore de Shawshank depois de ser partida por um raio em 2011. Ela tornou-se um símbolo de esperança por seu papel no filme

Darabont posteriormente adaptou para o cinema outras duas história de King: The Green Mile em 1999 e The Mist em 2001. King afirmou em 2016 que The Shawshank Redemption e Stand By Me eram suas adaptações favoritas de alguma obra sua.
A árvore de carvalho, sob a qual Andy deixa uma carta para "Red" instruindo-o a ir para Zihuatanejo no México, tornou-se um símbolo de esperança por seu papel no longa, sendo considerada icônica.  O The New York Times relatou em 2016 que a árvore atraía milhares de visitantes anualmente.  A árvore foi parcialmente destruída em 29 de julho de 2011, quando foi partida por um raio; notícias sobre os danos foram relatadas por todos os Estados Unidos em telejornais, jornais e até mesmo em sites de notícias na Índia. Ela foi por fim completamente derrubada por ventos fortes por volta do dia 22 de julho de 2016, com seus vestígios sendo cortados em abril de 2017. Os restos foram transformados em memorabilia de The Shawshaank Redemption, incluindo imãs e martelos de geólogos.
O Reformatório Estadual de Ohio tornou-se uma atração turística, com muitas das salas e objetos de cena usados no filme tendo sido preservados, incluindo o cano falso por onde Andy escapa para o riacho, além de uma parte da árvore de carvalho depois dela ter sido danificada em 2011. A área ao redor também é visitada por fãs, enquanto negócios locais de Mansfield vendem "Shawshanwiches" e bolos Bundt no formato da prisão. O próprio reformatório seria demolido completamente ao final das filmagens, porém acabou sendo vendido para entusiastas pelo valor simbólico de um dólar. Segundo a Convenção do Condado de Mansfield/Richland e o Escritório dos Visitantes (posteriormente renomeado para Destino Mansfield), o turismo na área cresceu todo ano desde a estreia de The Shawshank Redemption, tendo atraído dezoito mil visitantes em 2013 e gerado mais de três milhões de dólares para a economia local. Uma série de eventos foram realizados em Mansfield em agosto de 2014 com o objetivo de comemorar o aniversário de vinte anos do filme, incluindo uma exibição no Renaissance Theatre, um passeio de ônibus por algumas locações de filmagens e uma festa no reformatório. Alguns membros do elenco chegaram a comparecer, incluindo Gunton. A Destino Mansfield atualmente opera a chamada Trilha de Shawshank, uma série de quinze paradas ao redor de locações relacionadas ao longa em Mansfield, Ashland, Upper Sandusky e St. Croix.

### Moderno
No site agregador de resenhas contemporâneas Rotten Tomatoes, o filme tem um índice de aprovação de 91% a partir de 66 críticas, ficando com uma nota média de 8,2/10 e o consenso sendo: "The Shawshank Redemption é um drama de prisão inspirador e profundamente satisfatório, com uma direção sensível e boas interpretações". Já no Metacritic, que cria uma média aritmética ponderada, o longa tem um índice de 80/100 baseado em vinte resenhas, indicando "críticas geralmente favoráveis".
The Shawshank Redemption já foi indicado e apareceu em várias listas do Instituto de Cinema Americano celebrando o cinema norte-americano. Foi indicado em 1998 para a lista dos cem melhores filmes dos Estados Unidos, aparecendo na 72ª posição em 2007 na lista revisada, ficando na frente de Forrest Gump e Pulp Fiction. Andy e do diretor Norton foram indicados na lista de cem heróis e vilões. A frase "Ocupe-se vivendo ou ocupe-se morrendo" foi indicada para a lista de frases marcantes. "Duettino – Sull'Aria" de Le nozze di Figaro foi indicada na lista de canções. Já a trilha sonora de Newman também recebeu uma indicação para a lista das melhores trilhas.
O crítico Roger Ebert acrescentou The Shawshank Redemption à sua lista de "Grandes Filmes" em 1999. O Sindicato dos Roteiristas da América escolheu em 2005 o roteiro de Darabont como o 22º em sua lista dos 101 Melhores Roteiros norte-americanos, enquanto em 2014 o longa foi escolhido como o quarto filme favorito de Hollywood a partir de uma pesquisa realizada com 2120 membros da indústria; advogados de entretenimento eram aqueles que mais apreciavam o filme. O jornal The Daily Telegraph o nomeou em 2017 como o 17º melhor filme de prisão já feito. The Shawshank Redemption também já apareceu em várias listas dos melhores filmes da década de 1990 por diversas publicações, incluindo Paste, NME, Complex, CHUD.com, MSN, TheWrap, Maxim e Rolling Stone.

### Impacto cultural
A Academia de Artes e Ciências Cinematográficas celebrou o aniversário de vinte anos de The Shawshank Redemption em 2014 com uma exibição no Samuel Goldwyn Theater em Beverly Hills. No ano seguinte o filme foi selecionado pela Biblioteca do Congresso para preservação no Registro Nacional de Filmes por ser considerado "culturalmente, historicamente ou esteticamente significante". Darabont respondeu dizendo que "Não posso pensar em honra maior do que The Shawshank Redemption ser considerado parte do legado cinematográfico de nosso país". A Variety relatou em 2014 que o termo "Shawshank" podia ser usado para transmitir instantaneamente imagens de uma prisão.
Críticos às vezes tem dificuldade de definir a enorme apreciação pública do filme. Freeman já comentou que "Quase todo lugar que você vai, as pessoas dizem 'The Shawshank Redemption – melhor filme que eu já vi'". Robbins disse "Eu juro por Deus, em todo lugar do mundo – todo lugar do mundo – onde quer que eu vá, há pessoas que falam 'Aquele filme mudou minha vida'". King também já afirmou "Se este não é um dos melhores [filmes de obras minhas], é um dos dois ou três melhores, e com certeza na mente dos espectadores é provavelmente o melhor porque geralmente está no topo dessas pesquisas que eles fazem sobre filmes ... Eu nunca esperei que nada acontecesse". Robbins contou que o político sul-africano Nelson Mandela já lhe falou sobre seu amor pelo longa, tendo sido citado como inspiração por vários esportistas como Jonny Wilkinson e Agustín Pichot, além de Sara Ferguson, Duquesa de Iorque. Gunton comentou que encontrou fãs no Marrocos, Austrália, América do Sul, Alemanha, França e Bora Bora. O diretor Steven Spielberg disse que The Shawshank Redemption era "um filme chiclete – se você pisa nele, ele gruda no seu sapato".
Ele é o filme número um na lista dos 250 melhores filmes da história segundo os usuários do Internet Movie Database (IMDb) desde 2008, quando superou The Godfather, tendo permanecido no topo ou perto do topo desde o final da década de 1990. Os leitores da revista Empire o votaram como o melhor da década de 1990, o melhor da história em 2006 e o número quatro em 2008 na lista dos "500 Maiores Filmes de Todos os Tempos". Foi votado em 2011 pelos ouvintes da BBC Radio 1 e BBC Radio 1Xtra como seu filme favorito. The Shawshank Redemption foi escolhido em 2013 por uma pesquisa feita pela Sky como o melhor filme que não venceu o Oscar de Melhor Filme, enquanto foi escolhido o filme favorito do Reino Unido em 2015 em uma pesquisa da YouGov. Quando o Instituto de Cinema Britânico analisou os dados da pesquisa da YouGov, percebeu-se que o longa não foi o primeiro lugar em nenhum dos demográficos, porém foi o único que apareceu entre os quinze primeiros em todos os grupos de idade, sugerindo que conectava-se com pessoas de todas as idades, diferentemente de Pulp Fiction que era melhor avaliado pelos jovens e Gone with the Wind que era mais apreciado por mais velhos. Uma pesquisa feita em 2017 pelo Aeroporto de Londres Gatwick o identificou como o quarto melhor filme para se assistir em um voo. Vários espectadores norte-americanos compararam The Shawshank Redemption com uma "experiência religiosa". Ele também foi votado em 2015 como o filme favorito da Nova Zelândia.

## Bibiografia
- Kermode, Mark (2003). The Shawshank Redemption. Col: BFI Modern Classics. Londres: British Film Institute. ISBN 0-85170-968-0